# Aretxabaleta (Guipuscoa)
Pour les articles homonymes, voir Aretxabaleta.
Aretxabaleta (en basque et officiellement; Arechavaleta en espagnol) est une commune du Guipuscoa dans la communauté autonome du Pays basque en Espagne.

## Toponyme
Le toponyme Aretxabaleta se compose selon Koldo Mitxelena de trois éléments: areitz ou aretx qui désigne chêne dans les dialectes occidentaux du basque (en batua haritz), bien qu'anciennement il désignait plus généralement un arbre; le mot zabal (large) et le suffixe -eta indiquant la pluralité. Le nom pourrait se traduire par endroit des chênes larges, lieux aux arbres larges ou quelque chose comme cela.
Le nom était traditionnellement écrit « Arechavaleta » bien qu'en 1980 la municipalité adopta officiellement la forme Aretxabaleta qui est une adaptation du nom traditionnel aux règles orthographiques modernes de l'euskara. Cette variante fut publiée en 1989 dans le BOE. C'est actuellement l'unique appellation officielle de cette municipalité pour ce que de droit.
En basque, on utilise la forme syncopée d'« Atxabalta », mais elle est considérée comme une forme de langage populaire et n'a jamais été officialisée. De même que les gentilés sont « arechavaletano » ou « arechavaletarra » (aretxabaletarra en basque), bien qu'en basque il est plus habituel de dire atxabaltarra.

## Géographie

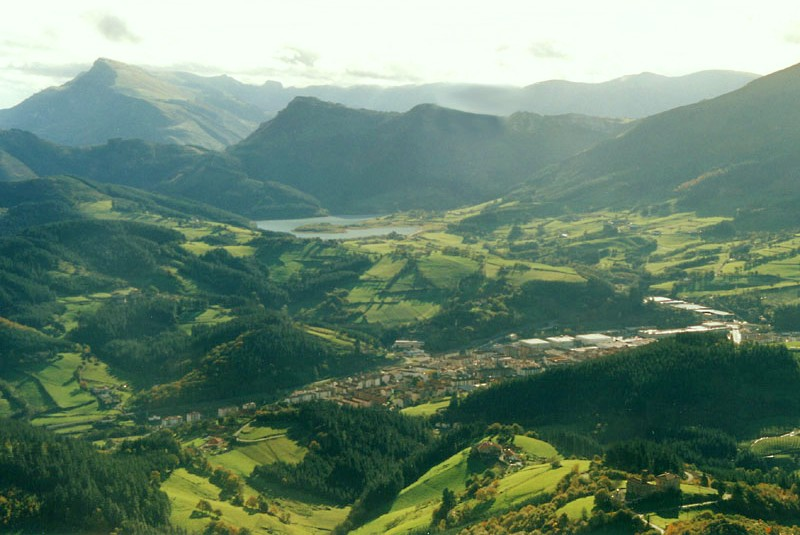
Vue depuis le mont Murugain, avec le barrage d'Urkulu et le mont Aloñamendi au fond

## Quartiers
Les hameaux sont d'anciennes aldea entourant le village d'Aretxabaleta lorsque s'est formée le bourg d'Aretxabaleta en 1630. Tout au long de l'histoire, ce village a maintenu une forte identité. Ainsi par exemple, les habitants constituaient des paroisses différentes d'Aretxabaleta. Actuellement la croissance du noyau urbain de la municipalité liée à la désertification de ces hameaux, ceux-ci sont devenus de petits quartiers ruraux qui représentent 5 % de la population de la municipalité et ont perdu de leur importance avec le regroupement municipal. La majeure partie du territoire municipal d'Aretxabaleta est représenté par ces anciens hameaux, qui sont au nombre de sept :
- Aozaratza : 53 habitants.
- Arkarazo : 47 habitants.
- Areantza ou Arientza : 36 habitants.
- Galartza : 55 habitants.
- Goroeta : 28 habitants.
- Izurieta : 12 habitants.
- Larrino : 59 habitants

## Patrimoine
- Casa Torre de los Otalora : à l'ancienne église d'Aozaraza.
- Casa Torre de Galarza : dans l'ancienne église de Galarza.

## Personnalités
- José Javier Barkero (1979) : footballeur.
- Alberto Iñurrategi (1968) : alpiniste.
- Félix Iñurrategi (1967-2000) : alpiniste.
- Jon Sarasua (1966) : poète et écrivain en langue basque.
- Andoni Zubizarreta (1961) : gardien de but, né à Vitoria, mais originaire d'Arechavaleta.
- Zigor (1947) : sculpteur, photographe, peintre et poète
- Juan Arregui Garay (1907-1999) : homme d'affaires. Fut président du Deportivo Alavés en quatre occasions différentes et est la personne qui a été dirigeant de ce club.
- Carlos Eraña Guruceta (1884-1936) : religieux de la Société de Marie (Marianistes) qui fut béatifié par l'église catholique en 1995.
- Sancho López de Otalora (1498-¿?) : conseiller du roi Philippe II

### Sources
- (es) Cet article est partiellement ou en totalité issu de l’article de Wikipédia en espagnol intitulé « Arechavaleta » (voir la liste des auteurs).